# Paratephritis transitoria
Paratephritis transitoria är en tvåvingeart som först beskrevs av Boris Borisovitsch Rohdendorf 1934.  Paratephritis transitoria ingår i släktet Paratephritis och familjen borrflugor. Inga underarter finns listade i Catalogue of Life.